# Ricardo Fuentes
Ricardo Fuentes je kolumbijský herec a režisér. Proslavil se rolí v italském filmu Kanibalové.

## Filmografie (částečná)

### Herec
- Dům na jihu (La Casa del Sur, 1975)
- Kanibalové (Cannibal Holocaust, 1980)

### Režie
- La Máscara (1972)